# Stefán Jóhann Stefánsson

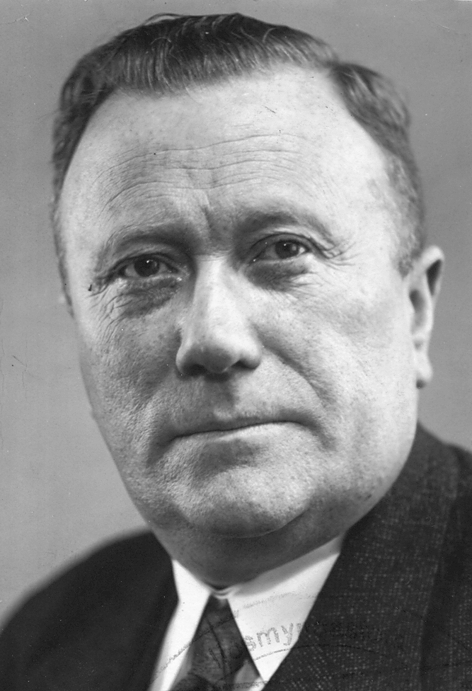
Stefán Jóhann Stefánsson

Stefán Jóhann Stefánsson (20 juli 1894 - 20 oktober 1980) was een IJslands politicus. Hij was premier van IJsland gedurende 1 ambtstermijn: van 4 februari 1947 tot 6 december 1949. Van 18 november 1941 tot 17 januari 1942 was hij ook al minister van Buitenlandse Zaken geweest.
In 1934 werd hij verkozen in het Alding (het IJslandse parlement), maar bij de verkiezingen van 1937 werd hij niet herverkozen als parlementslid. Echter, van 1942 tot 1953 had hij weer een zetel in het parlement. Stefán was van 1938 tot 1952 tevens de voorzitter van de nu opgedoekte IJslandse Arbeiderspartij (Alþýðuflokkurinn). Aan het einde van zijn carrière als politicus was hij ambassadeur van IJsland in Denemarken (1957 - 1965).